# Rashawn Slater
Rashawn Slater (geboren am 26. März 1999 in Sugar Land, Texas) ist ein US-amerikanischer American-Football-Spieler auf der Position des Offensive Tackles. Er spielte College Football für die Northwestern University. Im NFL Draft 2021 wurde Slater in der ersten Runde von den Los Angeles Chargers ausgewählt.

## College
Slater besuchte die Clements High School in seiner Heimatstadt Sugar Land, Texas. Dort spielte er Football als Offensive Lineman und als Defensive End. In drei Jahren gewann er mit dem Footballteam seiner Highschool nur drei Spiele.
Er ging ab 2017 auf die Northwestern University in Illinois, um College Football für die Northwestern Wildcats zu spielen. Bei den Wildcats war Slater als Freshman von Beginn an Starter auf der Position des Right Tackles, auf der er auch 2018 spielte. In der Saison 2019 wechselte er auf die Seite und spielte daraufhin als Left Tackle. In der Spielzeit 2019 ließ Slater keinen Sack zu. Nachdem die Big Ten Conference im August 2020 bekanntgegeben hatte, die Saison wegen der COVID-19-Pandemie in den Vereinigten Staaten in den Frühling 2021 zu verschieben, erklärte Slater, dass er auf die Saison verzichten werde, um sich für den NFL Draft 2021 anzumelden. Auch nachdem die Big Ten später beschlossen hatte, doch im Herbst zu spielen, blieb Slater bei seiner Entscheidung. Insgesamt kam er in 37 Spielen für Northwestern University zum Einsatz und gewann mit den Wildcats zwei Bowl Games.

## NFL
Im NFL Draft 2021 wurde Slater in der ersten Runde von den Los Angeles Chargers ausgewählt. Er war nach Penei Sewell der zweite Offensive Lineman in diesem Draft. Er ging als Starter auf der Position des Left Tackles in seine Rookiesaison. Er bestritt 16 Spiele von Beginn an und wurde in den Pro Bowl sowie das Second-All-Pro-Team von Associated Press gewählt. In der Saison 2022 zog Slater sich am dritten Spieltag einen Riss im linken Bizeps zu, mit dem er für den Rest der Saison ausfiel. In der Saison 2024 wurde Slater zum zweiten Mal in den Pro Bowl gewählt. In seinen ersten vier Jahren bei den Chargers bestritt er 51 Spiele als Starter.
Im Juli 2025 einigte sich Slater mit den Chargers auf eine Vertragsverlängerung um vier Jahre im Wert von 114 Millionen US-Dollar, davon 92 Millionen garantiert. In der Vorbereitung auf die Saison 2025 zog er sich einen Patellasehnenriss zu, der das vorzeitige Saisonaus für ihn bedeutete.

## Persönliches
Rashawn Slater ist der Sohn des Basketballspielers Reggie Slater, der in acht Spielzeiten in der National Basketball Association (NBA) zum Einsatz kam. Insgesamt spielte er zwölf Jahre lang als Profi.